# Les Barils
Les Barils és un municipi francès situat al departament de l'Eure i a la regió de Normandia. L'any 2007 tenia 161 habitants.

## Demografia

### Població
El 2007 la població de fet de Les Barils era de 161 persones. Hi havia 68 famílies, de les quals 16 eren unipersonals (12 homes vivint sols i 4 dones vivint soles), 24 parelles sense fills i 28 parelles amb fills.
La població ha evolucionat segons el següent gràfic:
Habitants censats

### Habitatges
El 2007 hi havia 447 habitatges, 66 eren l'habitatge principal de la família, 380 eren segones residències i 1 estava desocupat. 446 eren cases i 1 era un apartament. Dels 66 habitatges principals, 55 estaven ocupats pels seus propietaris, 8 estaven llogats i ocupats pels llogaters i 3 estaven cedits a títol gratuït; 1 tenia una cambra, 2 en tenien dues, 10 en tenien tres, 20 en tenien quatre i 32 en tenien cinc o més. 54 habitatges disposaven pel capbaix d'una plaça de pàrquing. A 28 habitatges hi havia un automòbil i a 35 n'hi havia dos o més.

### Piràmide de població
La piràmide de població per edats i sexe el 2009 era:
| Homes | Edats   | Dones |
| ----- | ------- | ----- |
| 0     | 95 o +  | 0     |
| 0     | 90 a 94 | 4     |
| 0     | 85 a 89 | 4     |
| 0     | 80 a 84 | 4     |
| 0     | 75 a 79 | 4     |
| 12    | 70 a 74 | 4     |
| 8     | 65 a 69 | 4     |
| 0     | 60 a 64 | 4     |
| 4     | 55 a 59 | 0     |
| 0     | 50 a 54 | 8     |
| 8     | 45 a 49 | 12    |
| 0     | 40 a 44 | 0     |
| 8     | 35 a 39 | 0     |
| 16    | 30 a 34 | 20    |
| 12    | 25 a 29 | 0     |
| 4     | 20 a 24 | 4     |
| 8     | 15 a 19 | 8     |
| 8     | 10 a 14 | 16    |
| 0     | 5 a 9   | 12    |
| 0     | 0 a 4   | 0     |

## Economia
El 2007 la població en edat de treballar era de 99 persones, 70 eren actives i 29 eren inactives. De les 70 persones actives 66 estaven ocupades (36 homes i 30 dones) i 4 estaven aturades (2 homes i 2 dones). De les 29 persones inactives 9 estaven jubilades, 5 estaven estudiant i 15 estaven classificades com a «altres inactius».

### Ingressos
El 2009 a Les Barils hi havia 75 unitats fiscals que integraven 163,5 persones, la mediana anual d'ingressos fiscals per persona era de 17.272 €.

### Activitats econòmiques
Dels 10 establiments que hi havia el 2007, 1 era d'una empresa de fabricació d'altres productes industrials, 1 d'una empresa de comerç i reparació d'automòbils, 1 d'una empresa de transport, 2 d'empreses d'hostatgeria i restauració, 2 d'empreses de serveis i 3 d'empreses classificades com a «altres activitats de serveis».
L'únic servei als particulars que hi havia el 2009 era un restaurant.
L'any 2000 a Les Barils hi havia 13 explotacions agrícoles que ocupaven un total de 424 hectàrees.

## Poblacions més properes
El següent diagrama mostra les poblacions més properes.